# Johann Slüter

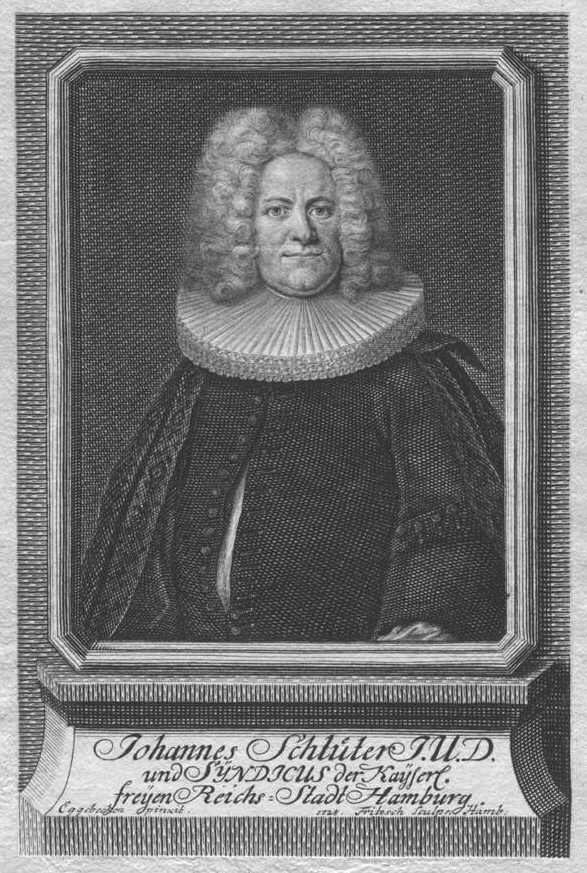
Johann Slüter als Hamburger Syndikus, Kupferstich von 1728 nach einem zeitgenössischen Gemälde

Johann Slüter, auch Schlüter (* 24. März 1616 in Winsen (Aller); † 21. Oktober 1686 in Hamburg), war ein deutscher Jurist des 17. Jahrhunderts und Syndikus, später Ratsherr und zuletzt Bürgermeister der Hansestadt Hamburg.

## Leben
Slüter war Mitglied der aus Westfalen stammenden Hamburger Ratsfamilie Slüter und Sohn des Hauptpastors an St. Jacobi Severin Schlüter. Er besuchte die Gelehrtenschule des Johanneums in Hamburg und studierte danach an den Universitäten in Rostock, Marburg, Greifswald und Helmstedt zunächst Theologie und später, nach einem Umdenken, Rechtswissenschaften. 1642 wurde er an der Universität Straßburg zum Dr. jur. promoviert.
Nach seiner Rückkehr nach Hamburg praktizierte Slüter in seiner Heimatstadt zunächst als Anwalt. 1652 publizierte er eine Gegenschrift auf das unter dem Pseudonym Hippolithus a Lapide (Bogislaw Philipp von Chemnitz) veröffentlichte anti-kaiserliche und pro-schwedische Traktat Dissertatio de ratione status in imperio nostro Romano-Germanico. Dennoch wurde er ab 1654 im schwedischen Justizdienst in Wismar tätig. Wismar gehörte zu dieser Zeit mit Schwedisch-Pommern und Bremen-Verden zu den schwedischen Reichsterritorien. Die Regierung in Stade nominierte ihn 1655 für eine Assessorenstelle am seit 1653 bestehenden Obertribunal Wismar, die er 1656 antrat. Der dort tätige Vizepräsident David Mevius war mit einer Nichte Slüters verheiratet. 1669 wurde Slüter Kanzler des Herzogs Gustav Adolf zu Mecklenburg und zugleich Gerichtspräsident in Güstrow.
1678 zog er der Rückkehr nach Wismar den Ruf als Erster Syndikus des Rates nach Hamburg vor, nachdem sein Status gegenüber den dort bereits tätigen älteren Syndici privilegiert wurde. In Hamburg vertrat er erfolgreich auch nach außen die Interessen der Freien Reichsstadt gegenüber dem Reich und auch gegenüber dem benachbarten Dänemark. Um 1684 kam es in Hamburg zu innerstädtischen Auseinandersetzungen zwischen dem Senat und der Bürgerschaft. Die Bürgerschaft wurde vertreten durch den Dreißiger-Ausschuss unter seinen Wortführern Hieronymus Snitger und Cord Jastram. Der Konflikt führte dazu, dass der Bürgermeister Hinrich Meurer 1684 nicht nur sein Amt verlor, sondern auch die Stadt verlassen musste. Slüter wurde zu seinem Nachfolger bestimmt.
Im Zuge der dänischen Belagerung Hamburgs (1686) gerieten der Dreißiger-Ausschuss und seine politischen Führer als Kollaborateure der Dänen unter Druck. Die Vorwürfe wurde auch auf Slüter erstreckt, der jedoch Distanz zu den Dreißigern hielt und immer gehalten hatte. Slüter wies die gegen ihn erhobenen Anschuldigungen zurück, wurde aber dennoch in Haft genommen und im Eimbeckschen Hause inhaftiert, wo er plötzlich und unerwartet während der Haft verstarb. Bürgermeister Hinrich Meurer wurde noch im November 1686 wieder in sein altes Amt als Bürgermeister eingesetzt.
Sein Sohn Severin Walther Slüter (1646–1697) wurde Generalsuperintendent des Herzogtums Lauenburg. Sein Sohn Matthäus Schlüter (1648–1719) wurde Jurist und 1703 in den Hamburger Rat gewählt.